# Rudolf Schlattauer

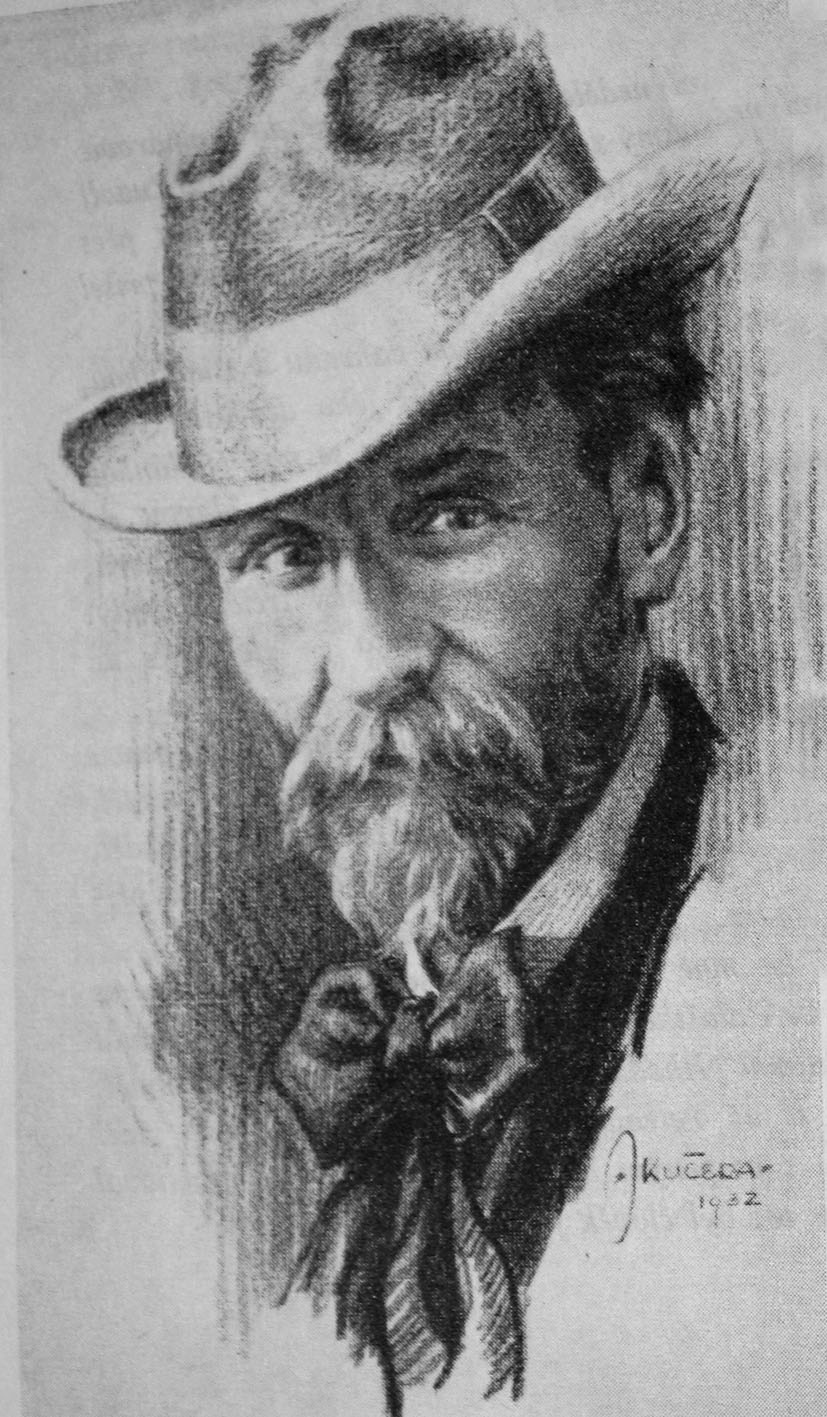
portrét malíře Rudolfa Schlattauera od Jaroslava Kučery, kresba tužkou 1932

Rudolf Schlattauer, křtěný Rudof Antonín (25. dubna 1861 Hranice – 3. ledna 1915 Valašské Meziříčí) byl český malíř, tvůrce gobelínů.

## Život
Narodil se ve městě Hranice do rodiny postřihovač suken (Tuchscherer) Antona Schlattauera a jeho ženy Cecilie roz. Březinové. Studoval malbu na Vídeňské akademii u Hanse Makarta, poté v Paříži, v Berlíně a v Mnichově. S technikou tkaní gobelínů se setkal při cestách ve Skandinávii, první dílnu na tvorbu gobelínů založil roku 1898 v Zašové, poté roku 1908 založil Jubilejní zemskou gobelínovou a kobercovou školu ve Valašském Meziříčí (na ni navazuje dnešní Moravská gobelínová manufaktura). Věnoval se uměleckým návrhům gobelínů, ale dílna zpracovávala i návrhy dalších malířů, vedle toho pro tkaní rozvíjel zkušenosti místních žen (např. tkaní rukavic na Valašsku).
Zemřel 3. ledna 1915 ve Valašském Meziříčí a byl pohřben na zdejším městském hřbitově.

## Galerie

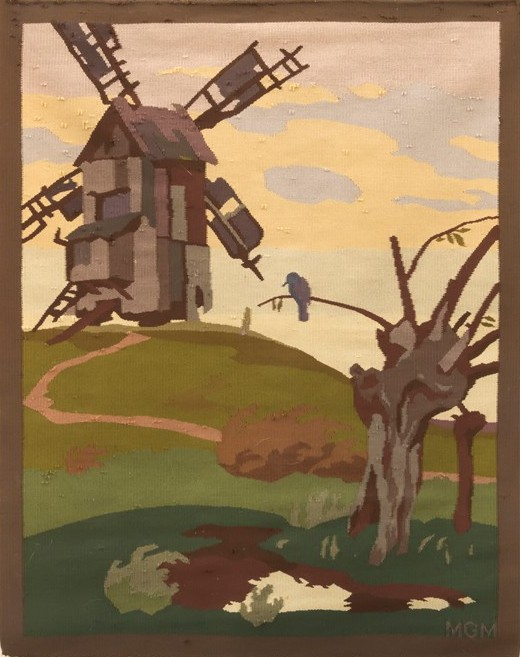
Opuštěný mlýn, ručně tkaný vlněný gobelín dle návrhu Rudolfa Schlattauera zdobený třásněmi
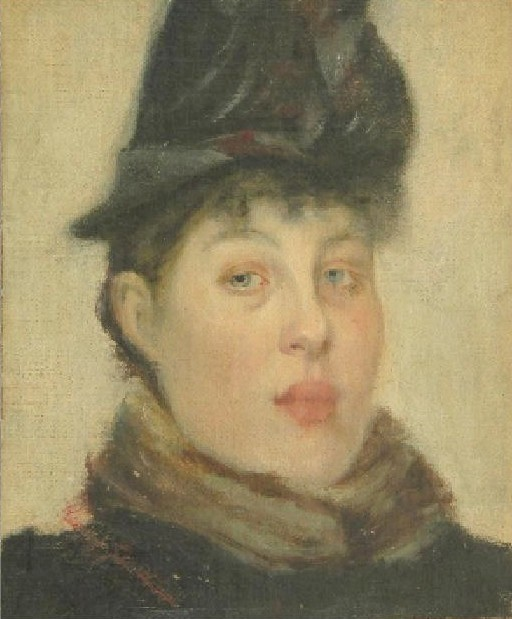
Portrét dámy
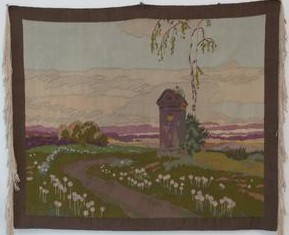
Tapiserie Boží muka od R. Schlattauera
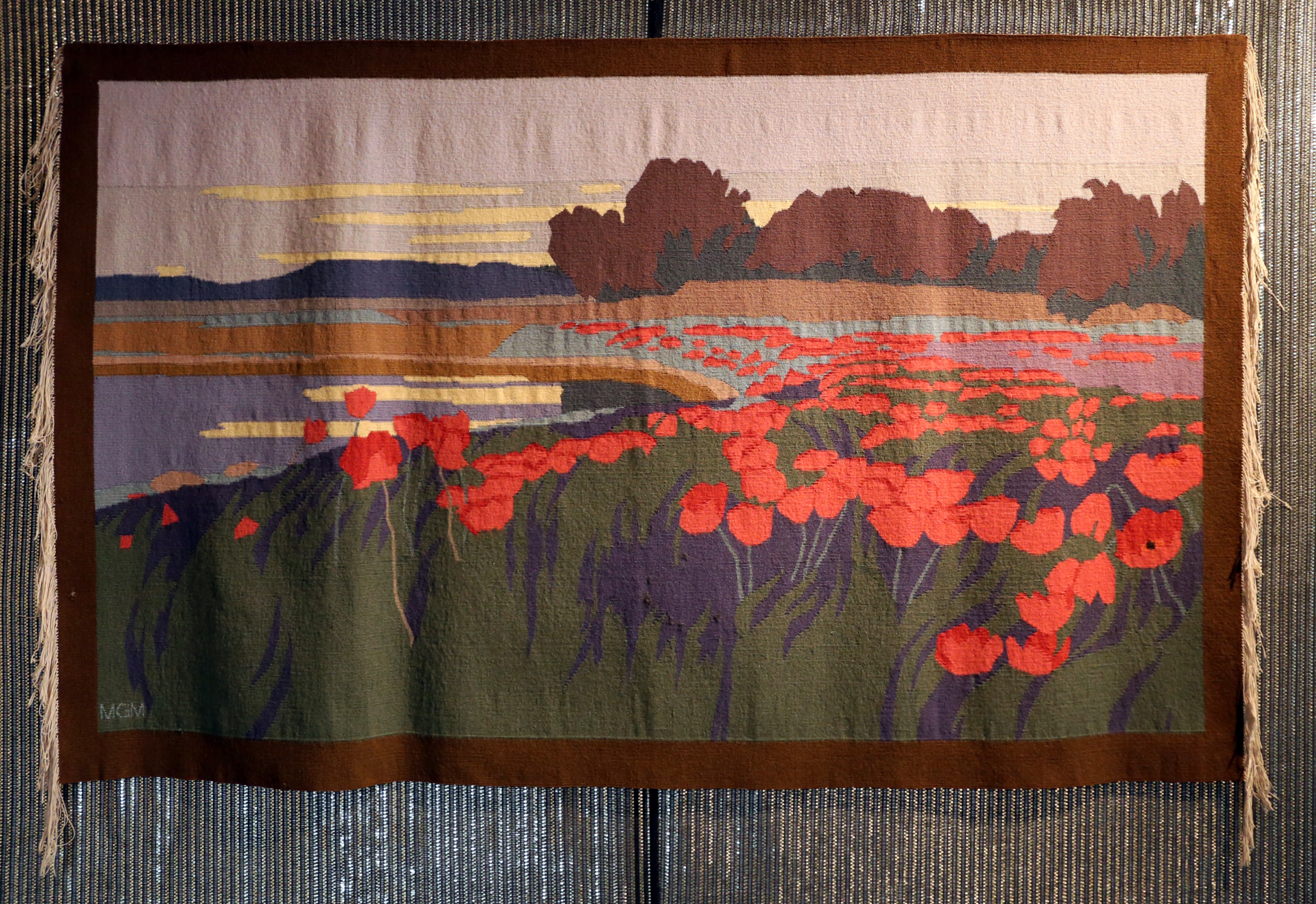
Schlattauerův gobelín z roku 1910